# دگزه، دگزه
دگزه، دگزه (به لاتین: Dagzê) یک منطقهٔ مسکونی در جمهوری خلق چین است که در منطقه خودمختار تبت واقع شده‌است. دگزه ۴۹۵ نفر جمعیت دارد و ۴٬۵۰۲ متر بالاتر از سطح دریا واقع شده‌است.